# Basava
Basava o Basavanna (que vivió durante el siglo XII, en el Sur de la India) fue un reformador religioso hindú, estadista, filósofo, poeta, profesor y teólogo. Tambíén fue administrador del tesoro real del rey de la dinastía Kalachuri, Bijjala I. Basava es objeto de la Basava-purana, uno de los textos sagrados de la secta hindú Lingayatismo.
Basava difundió la conciencia social a través de su poesía, conocida popularmente como Vachanaas. Rechazó la discriminación social o de género, las supersticiones y los rituales, pero presentó el collar Ishtalinga, con una imagen del Shiva Liṅga, a cada persona, independientemente de su nacimiento, para ser un recordatorio constante del bhakti (devoción) de uno. a Shiva. Como ministro principal de su reino, presentó nuevas instituciones públicas como el Anubhava Mantapa (o el "salón de la experiencia espiritual"), que dio la bienvenida a hombres y mujeres de todos los orígenes socioeconómicos para discutir cuestiones espirituales y mundanas. de la vida, en forma abierta.
Las leyendas tradicionales y los textos hagiográficos afirman que Basava fue el fundador de los Lingayats. Sin embargo, la erudición moderna que se basa en evidencia histórica como las inscripciones de Kalachuri afirman que Basava fue el poeta filósofo que revivió, refinó y energizó una tradición ya existente. El Basavarajadevara Ragale (13 de las 25 secciones están disponibles) del poeta kannada Harihara (c.1180) es el relato más antiguo disponible sobre la vida del reformador social y se considera importante porque el autor fue un contemporáneo cercano de su protagonista. Un relato completo de la vida y las ideas de Basava se narran en un texto considerado sagrado en telugu del siglo XIII, el Basava Purana de Palkuriki Somanatha.
Las obras literarias de Basava incluyen el Vachana Sahitya en idioma canarés. También se le conoce como Bhaktibhandari (literalmente, el tesorero de la devoción) y Basavanna.

## Edad temprana

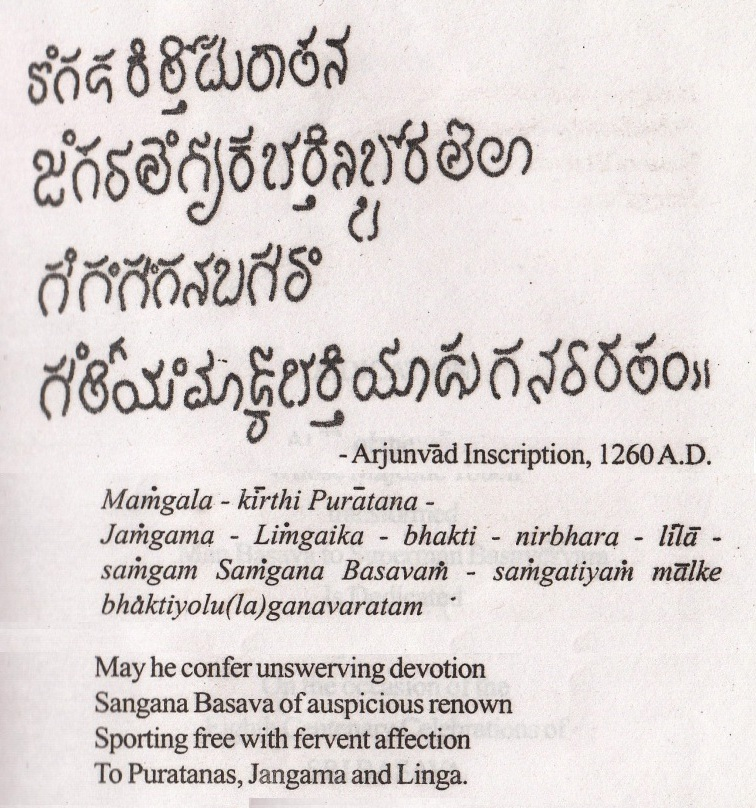
Inscripción de Arjunavad del rey Seuna Kannara, fechada en 1260 d. C. Una inscripción relacionada con Basava y los detalles de su familia. Nombres de referencias Basavaraj y Sangana Basava. El texto después de los nombres se puede traducir en español aproximadamente como:
Que conceda devoción inquebrantable
Sangana Basava de renombre auspicioso
Luciendo libremente con ferviente afecto
A Puratanas, Jangama y Linga.

Basava nació en 1131 en la ciudad de Basavana Bagewadi en la parte norte de Karnataka, en Maadarasa y Madalambike, una familia brahmán ortodoxa kannada dedicada a la deidad hindú Vishnu. Fue nombrado Basava, una forma kannada del sánscrito Vrishabha en honor al toro Nandi (portador de Shiva) y la tradición local de Shaivismo.
Basava creció en Kudalasangama (noroeste de Karnataka), cerca de las orillas de los ríos Krishna y su afluente Malaprabha.  Basava pasó doce años estudiando en el templo hindú en la ciudad de Kudalasangama, en Sangameshwara entonces una escuela de aprendizaje Shaivita, probablemente de la tradición Lakulisha-Pashupata.
Basava se casó con Gangambike, un primo por parte de su madre. Su padre era el primer ministro provincial de Bijjala, el rey Kalachuri. Comenzó a trabajar como contador en la corte del rey. Cuando murió su tío materno, el rey lo invitó a ser el primer ministro. El rey también se casó con la hermana de Basava llamada Nagamma.
Como ministro principal del reino, Basava usó el tesoro del estado para iniciar reformas sociales y un movimiento religioso enfocado en revivir el Shaivismo, reconociendo y empoderando a los ascetas que fueron llamados Jangamas. Una de las instituciones innovadoras que lanzó en el siglo XII fue el Anubhava Mantapa, una asamblea pública y reunión que atrajo a hombres y mujeres de diversos ámbitos de la vida de tierras lejanas para discutir abiertamente cuestiones espirituales, económicas y sociales de la vida. Compuso poesía en idioma local y difundió su mensaje a las masas. Sus enseñanzas y versos como Káyakavé Kailása (El trabajo es el camino al Kailash [felicidad, el cielo] o El trabajo es adoración) se hicieron populares.

## Filosofía Basaveshwara
Basava creció en una familia Shivaíta. Como líder, desarrolló e inspiró un nuevo movimiento devocional llamado Virashaivas, o "adoradores ardientes y heroicos de Shiva". Este movimiento compartió sus raíces en el movimiento Tamil Bhakti en curso, en particular las tradiciones de Shaiva Nayanars, durante los siglos VII al XI. Sin embargo, Basava defendió la adoración devocional que rechazaba la adoración en el templo y los rituales dirigidos por los brahmanes y la reemplazó con la adoración directa personalizada de Shiva a través de prácticas como iconos y símbolos usados individualmente como un pequeño linga. Este enfoque llevó la presencia de Shiva a todos y en todo momento, sin discriminación de género, clase o casta. [8][21] El poema de Basava, como Basavanna 703, habla de un fuerte sentido de igualdad de género y vínculo comunitario, dispuesto a librar la guerra por la causa justa, pero siendo una compañera de "novia de devotos" en el momento de su necesidad.
Un contraste recurrente en sus poemas e ideas es de Sthavara y Jangama, es decir, de "lo estático, de pie" y "lo que se mueve, buscando", respectivamente.Los templos y los libros antiguos representaban lo primero, mientras que el trabajo y la discusión representaban lo segundo.

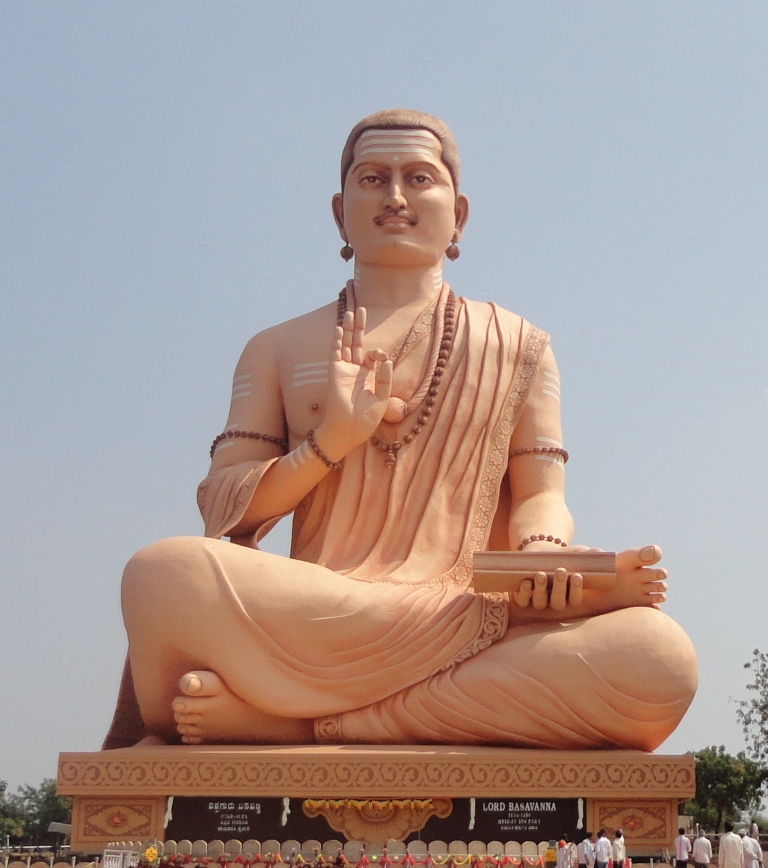
La más grande estatua de Basava en el mundo, de 33 metros de altura. Está situada en Kalyana, Karnataka, India. Esta estatua fue inaugurada el 28 de octubre de 2012.

## Obras literarias
Varias obras se atribuyen a Basava, que son veneradas en la comunidad Veerashaiva Lingayat. Estos incluyen varios Vachana como el Shat-sthala-vachana (discursos de las seis etapas de la salvación), Kala-jnana-vachana (pronósticos del futuro), Mantra-gopya, Ghatachakra-vachana y Raja-yoga-vachana .

### Hagiografía
El Basava Purana, un poema épico biográfico en telugu, escrito por primera vez por Palkuriki Somanatha en el siglo XIII, y una versión actualizada en Kannada del siglo XIV, escrita por Bhima Kavi en 1369, son textos sagrados en Veerashaiva Lingayat.
Otras obras hagiográficas incluyen Mala Basava-raja-charitre del siglo XV y Vrishabhendra Vijaya del siglo XVII, ambas en kannada.

### Autenticidad
Los eruditos afirman que los poemas y leyendas sobre Basava fueron escritos mucho después de su muerte. Esto ha suscitado dudas sobre la precisión y la interpolación creativa por parte de autores que no fueron testigos directos, sino que derivaron su trabajo basándose en la memoria, las leyendas y los rumores de otros. Michael afirma: "Todas las colecciones 'Vachana' tal como existen en la actualidad son probablemente mucho posteriores al siglo XV [300 años después de Basava]. Es necesario dedicar mucho trabajo crítico a determinar la autenticidad de partes de estas colecciones".

## Legado e influencia

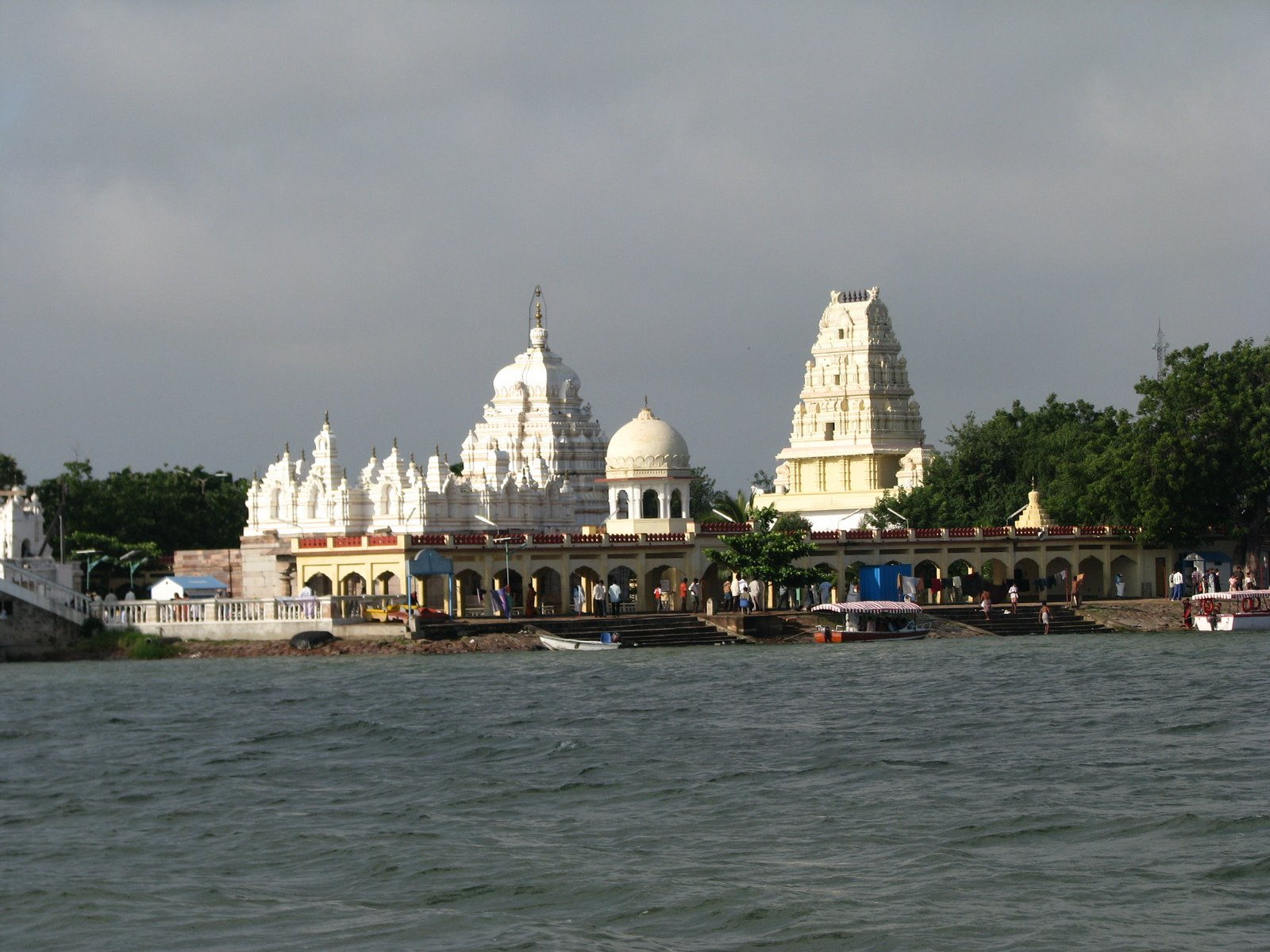
Kudala sangama en el distrito de Bagalkot, donde se encuentra el samadhi de Basava.

Los estudios modernos que se basan en pruebas históricas, como las inscripciones de Kalachuri, afirman que Basava fue el poeta y filósofo del siglo XII que revivió y revitalizó una tradición ya existente. La comunidad que ayudó a formar también se conoce como Sharanas. La comunidad se concentra principalmente en Karnataka, pero ha emigrado a otros estados de la India y al extranjero. Hacia finales del siglo XX, Michael estima que una sexta parte de la población del estado de Karnataka, o alrededor de 10 millones de personas, eran Veerashaiva Lingayat o de la tradición champione de Basava.

### Reforma social

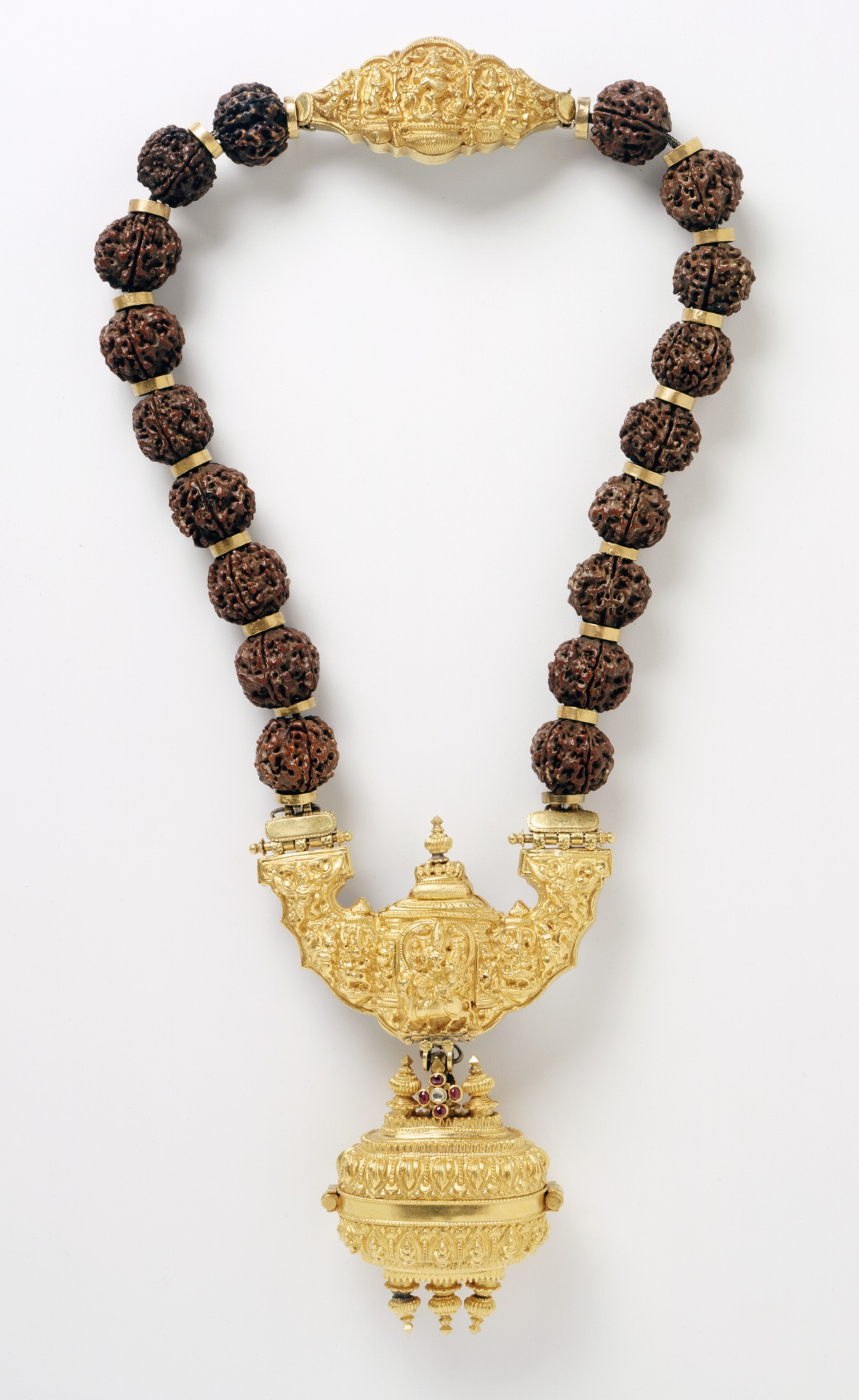
Los devotos de la tradición defendida por Basava llevan un collar con colgante que contiene el símbolo linga de Shiva. Las cuentas de Rudraksha (mostradas arriba) y Vibhuti (ceniza sagrada en la frente) son otros recordatorios de los principios de la fe de uno.

Basava enseñó que todos los seres humanos son iguales, independientemente de su casta, y que todas las formas de trabajo manual son igualmente importantes.  Michael afirma que no fue el nacimiento sino el comportamiento lo que determinó un verdadero santo y Shaiva bhakta desde el punto de vista de Basava y la comunidad Sharanas. Esto, escribe Michael, era también la posición del hombre del sur de la India, que era "el comportamiento, no el nacimiento" lo que determina al verdadero hombre. Una diferencia entre los dos era que Sharanas daba la bienvenida a cualquiera, cualquiera que fuera la ocupación en la que él o ella hubiera nacido, para convertirse y renacer en la familia más grande de devotos de Shiva y luego adoptar cualquier ocupación que quisiera.

### Síntesis de diversas tradiciones hindúes
A Basava se le atribuye la unión de diversas tendencias espirituales durante su época. Jan Peter Schouten afirma que el virashaivismo, el movimiento defendido por Basava, tiende hacia el monoteísmo con Shiva como divinidad, pero con una fuerte conciencia de la unidad de la Realidad Última. Schouten llama a esto como una síntesis de las tradiciones Vishishtadvaita de Ramanuja y Advaita de Shankara, llamándola Shakti-Vishishtadvaita, que es el monismo fusionado con las creencias de Shakti. El progreso espiritual de un individuo es visto por la tradición de Basava como un Satsthalasiddhanta de seis etapas ., que evoluciona progresivamente al individuo a través de la fase del devoto, a la fase del maestro, luego a la fase del receptor de la gracia, luego Linga en aliento vital (dios habita en su alma), la fase de entrega (conciencia de no distinción en dios y alma, yo), hasta la última etapa de unión completa del alma y dios (liberación, mukti ). El enfoque de Basava es diferente al de Adi Shankara, afirma Schouten, en que Basava enfatiza el camino de la devoción, en comparación con el énfasis de Shankara en el camino del conocimiento, un sistema de filosofía advaita monista ampliamente discutido en Karnataka en la época de Basava.
Jessica Frazier y col. afirman que Basava sentó las bases de un movimiento que unió "la práctica védica con la tántrica y el monismo advaítico con el devocionalismo efusivo del Bhakti ".

### Iconos y símbolos

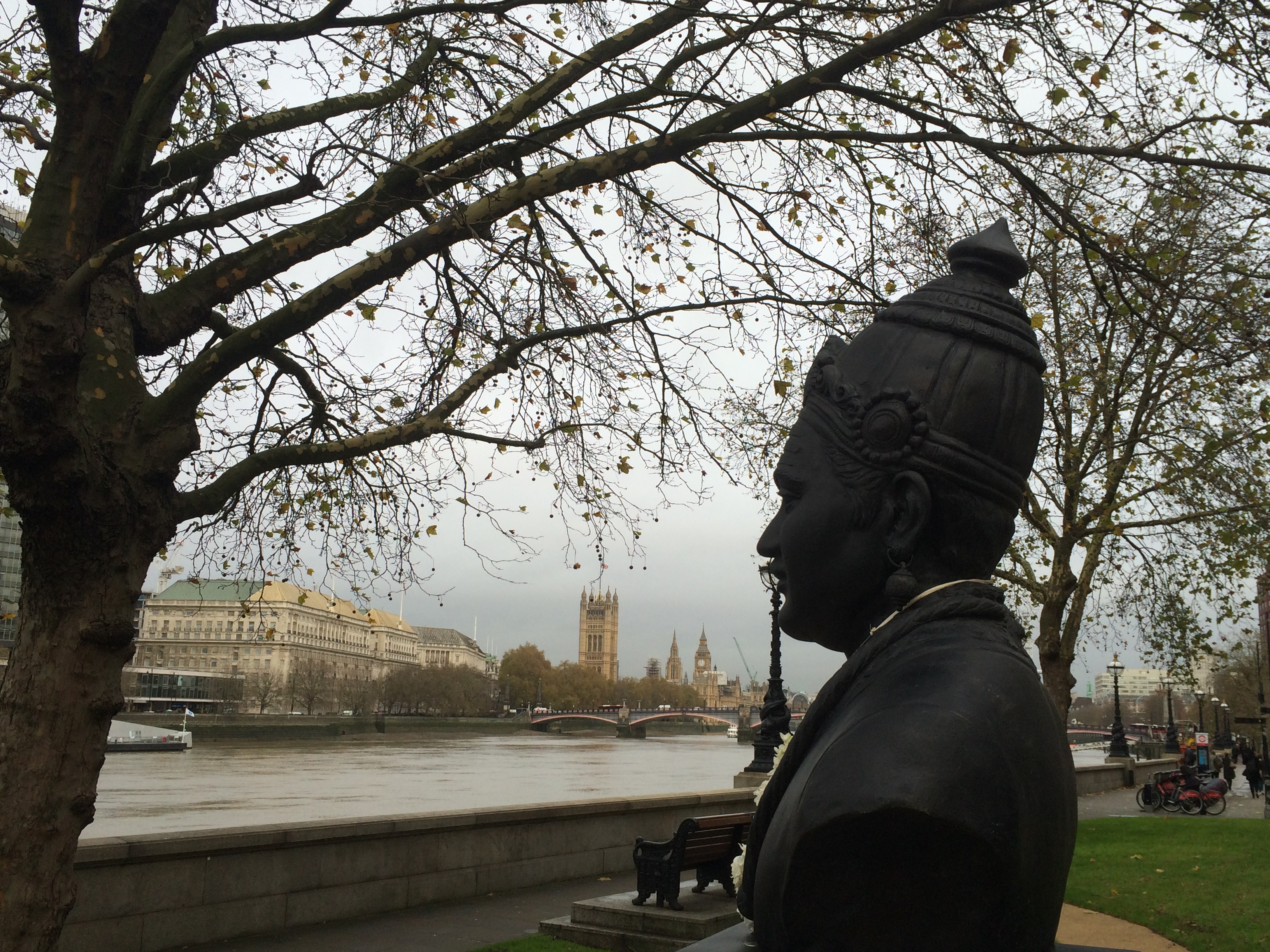
Busto de Basava, presentado en Londres en 2015, frente al Parlamento del Reino Unido, al borde del río Támesis.

Basava abogó por el uso del Ishtalinga, un collar con colgante que contiene un pequeño linga de Shiva. Fue impulsado por su realización; en uno de sus Vachanas dice Arive Guru, lo que significa que la propia conciencia es su maestro. Muchos Vachanakaras contemporáneos (personas que han escrito Vachanas) lo han descrito como Swayankrita Sahaja, que significa "hecho a sí mismo".

## Referencias

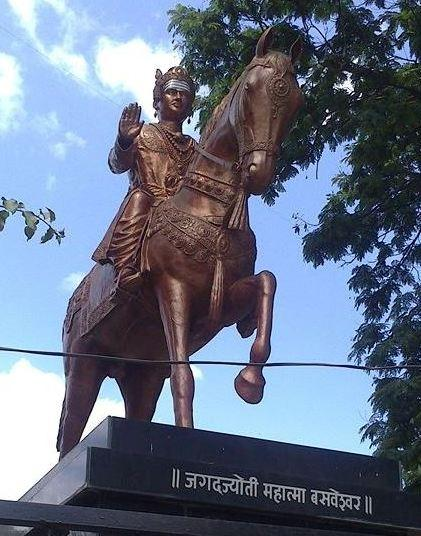
Estatua de Basava en Pune.

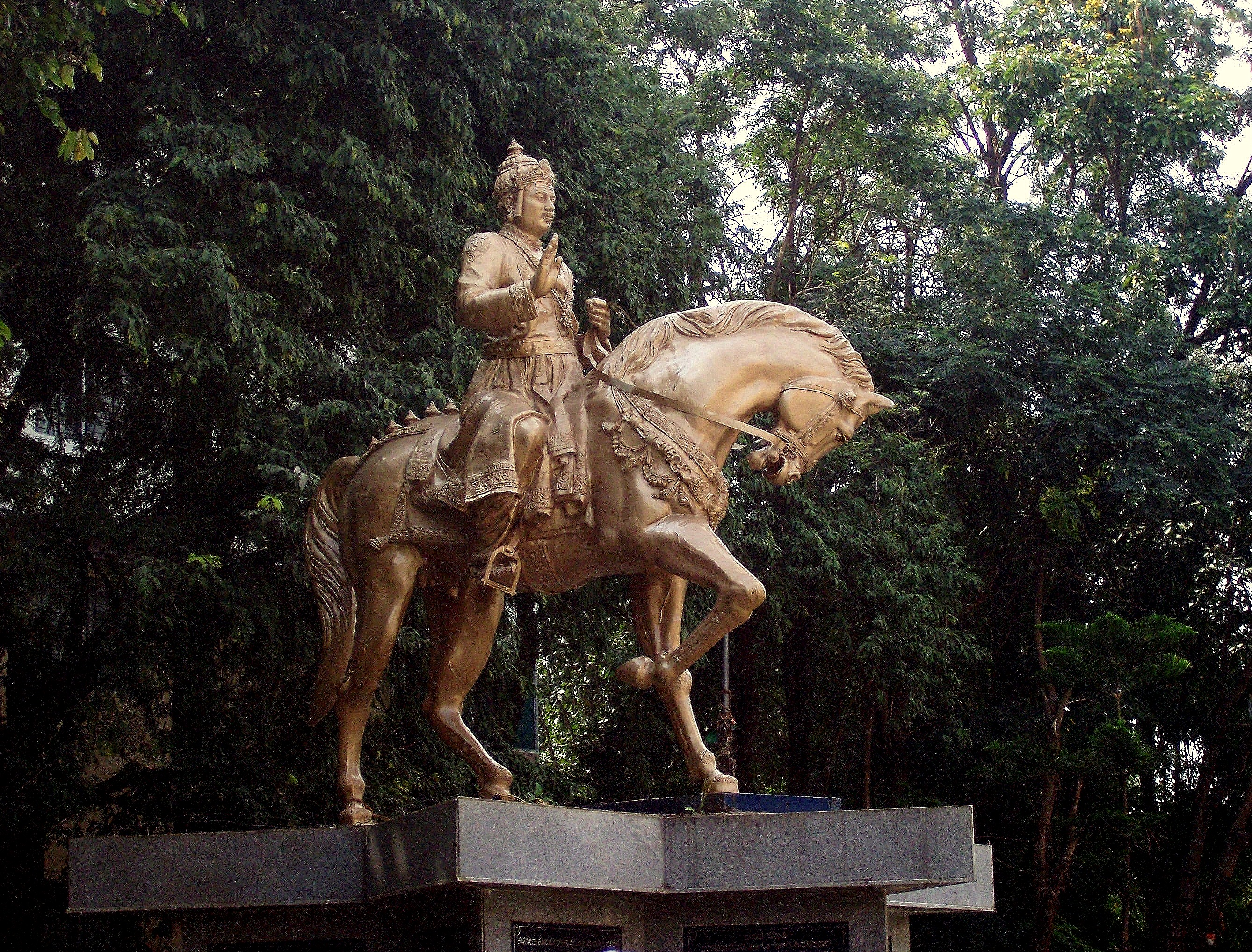
Estatua de Basava en Bangalore.

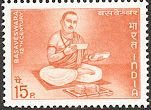
Sello conmemorativo indio de la conmemoración del 800 aniversario de la muerte de Basava, puesto en circulación en 1967.